# Metales de acuñación

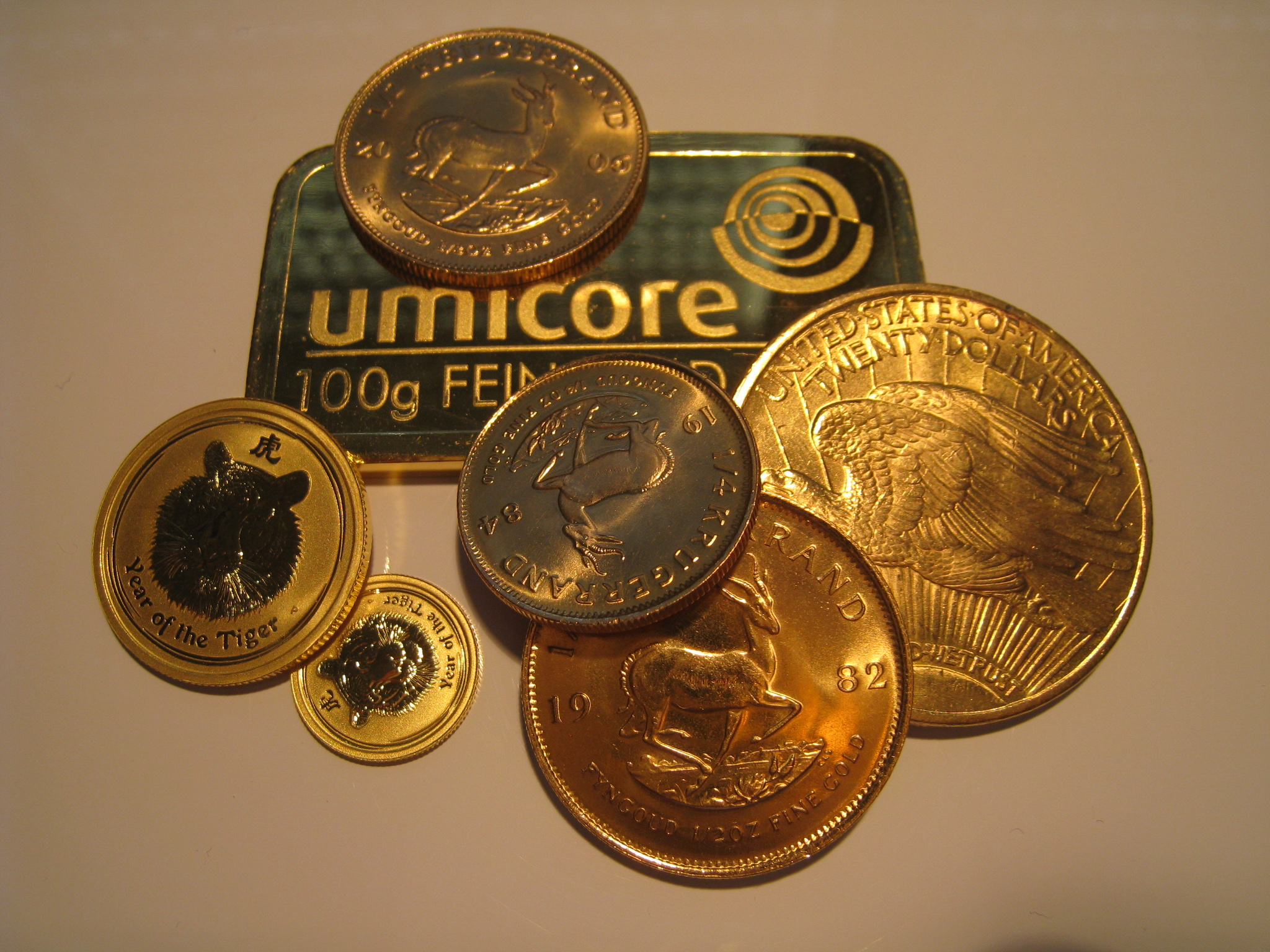
Lingote y monedas de oro.

Los metales de acuñación comprenden los elementos químicos metálicos y aleaciones que se han utilizado para acuñar monedas. Históricamente, la mayoría de los metales de acuñación proceden de los tres miembros no radiactivos de los elementos del grupo 11 de la tabla periódica: cobre, plata y oro. 
Al cobre se le suele añadir estaño u otros metales para formar el bronce. El oro, la plata y el bronce o el cobre fueron los principales metales acuñados en el mundo antiguo, en la época medieval y en la modernidad tardía, cuando aumentó la diversidad de metales utilizados en la acuñación. Las monedas se fabrican a menudo con más de un metal, ya sea mediante aleaciones, recubrimientos o configuraciones bimetálicas. Aunque las monedas se fabrican principalmente con metal, también se han utilizado algunos materiales no metálicos.
Sin embargo, el término no está definido con precisión para las monedas, ya que se ha utilizado una cierta cantidad de metales para producir "monedas de demostración" que nunca fueron utilizados para producir monedas de curso legal por ningún Estado, pero que podrían serlo. Algunos de estos elementos podrían ser teóricamente excelentes para producir monedas (por ejemplo, el circonio), pero su condición de metal de acuñación de moneda no está clara. En general, debido a los problemas causados cuando los metales tienen su propio valor intrínseco en la producción de bienes, en el siglo XXI ha habido una tendencia hacia el uso de metales menos exóticos y caros como metales monetarios.

## Historia

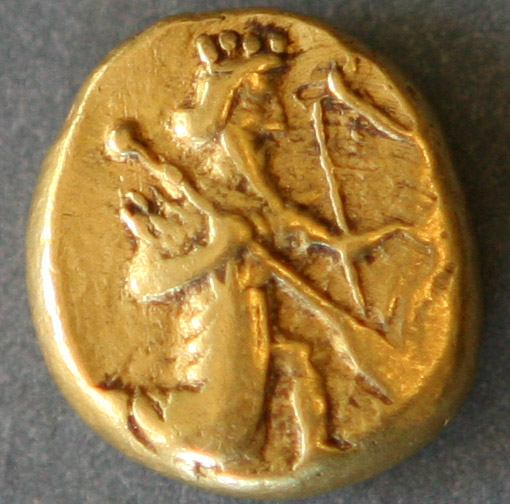
Dárico aqueménica de oro.

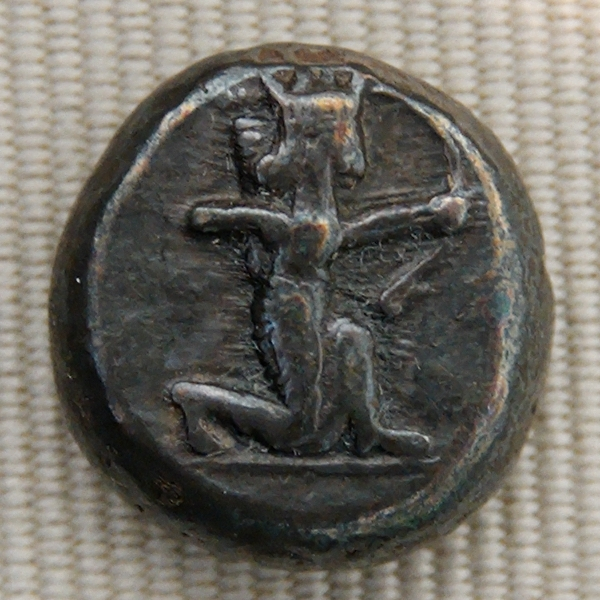
Siclo aqueménida de plata.

Las primeras monedas de metal se utilizaron durante la Era Axial en el mundo griego, en el norte de la India y en China, cuando las monedas se convirtieron en una forma generalizada de dinero.
Se utilizaron el bronce, el oro, la plata y el electrum (una mezcla natural de oro y plata de color amarillo pálido que se aleaba con plata y cobre). De la isla de Egina se conocen monedas de plata de alrededor del año 700 a. C. Las primeras monedas de electrum de Éfeso (Lidia) datan de alrededor del año 650 a. C. La Antigua India, en el siglo VI a. C., también fue uno de los primeros emisores de monedas del mundo.
Las creseidas de oro, emitidas en Lidia, fueron las primeras monedas de oro auténticas con una pureza estandarizada para la circulación general. Las creseidas de oro y plata formaron el primer sistema monetario bimetálico del mundo, hacia el 550 a. C.
El dárico persa fue también una moneda de oro primitiva que, junto con una moneda de plata similar, el siclo (del griego antiguo σίγλος, hebreo שֶׁקֶל (shékel)), representó el patrón monetario bimetálico del Imperio persa aqueménida. Estas monedas también fueron muy conocidas en la época sasánida e irania, sobre todo, en Susa y en Ctesifonte.
Los metales preciosos se utilizaron históricamente como dinero mercancía y se encuentran igualmente, en monedas bullion y en algunas monedas de colección. En la actualidad, las monedas que funcionan como dinero fiat ("dinero por decreto") se fabrican con una mayor variedad de metales básicos.

## Metales múltiples
Las monedas pueden estar compuestas de múltiples metales mediante aleaciones, recubrimientos o formas bimetálicas. Las aleaciones para monedas incluyen el bronce, el electrum y el cuproníquel. El chapado, el revestimiento u otros métodos de recubrimiento se utilizan para formar una capa exterior de metal y suelen emplearse para sustituir a un metal más caro conservando el aspecto anterior. Por ejemplo, los centavos de los Estados Unidos, desde 1982, son de zinc con baño de cobre, por lo que conservan su aspecto anterior de cobre a la vez que tienen una composición menos costosa. Los revestimientos también pueden utilizarse como forma de degradación en el dinero mercancía. Las monedas bimetálicas se utilizan por su aspecto distintivo y suelen tener un anillo exterior de un metal o aleación que rodea un centro de otro metal o aleación que lo contrasta.

## Requisitos para un metal de acuñación
Las monedas destinadas a la circulación, pueden hacerlo durante décadas, por lo que deben tener una excelente resistencia al desgaste y la corrosión. Para lograr este objetivo suele ser necesario utilizar aleaciones de metales básicos. Además, algunos metales, como el manganeso, que se se utilizó esporádicamente en la acuñación de monedas, son inadecuados, ya que son demasiado duros para recibir una buena impresión y son propensos a desgastar prematuramente las máquinas de acuñación actuales de la casa de la moneda.
Cuando se acuñan monedas, especialmente las de baja denominación, existe el riesgo de que el valor del metal dentro de una moneda sea superior al valor facial, lo que da lugar a un señoreaje negativo. Esto lleva a la posibilidad de que los fundidores tomen las monedas y las fundan por el valor de chatarra del metal. Los peniques británicos anteriores a 1992 estaban hechos de un 97% de cobre; pero en 2008, basado en el precio del cobre, el valor de un penique de ese periodo era de 1,5 nuevos peniques. Los peniques británicos modernos se fabrican ahora con acero chapado en cobre.
El cuproníquel, una aleación de metales básicos con proporciones variables de cobre y níquel, se introdujo como alternativa más barata a la plata en la acuñación de monedas. El cuproníquel, que suele tener un 75% de cobre y un 25% de níquel, tiene un color plateado, es resistente al desgaste y posee excelentes propiedades de acuñación, esenciales para que el diseño de la moneda sea prensado con precisión y rapidez durante su fabricación. Sin embargo, en el siglo XXI, con el aumento de los precios tanto del cobre como del níquel, se ha vuelto habitual experimentar con diversas aleaciones de acero, a menudo acero inoxidable, como alternativa aún más barata. Por ejemplo, en la India se han fabricado algunas monedas con un acero inoxidable que contiene un 82% de hierro y un 18% de cromo, y muchos otros países que han acuñado monedas que contienen metales que ahora valen casi el valor facial de la moneda, están experimentando con diversas aleaciones de acero. Italia ya había experimentado con el acmonital, una aleación de acero inoxidable, para sus monedas.
Se han utilizado varios metales más exóticos para fabricar monedas de demostración o de fantasía que no se han utilizado para fabricar monedas monetizadas para un Estado-nación. Algunos de estos elementos serían excelentes monedas en teoría (por ejemplo, el circonio). Los metales más caros que son intrínsecamente valiosos como mercancías son menos prácticos como moneda debido a su coste, pero podrían utilizarse para monedas bullion.

## Aleaciones más comunes
Los metales puros de acuñación más comunes son sin duda la plata (símbolo químico: Ag, pero comúnmente indicada en numismática como AR) y el oro (AV o AU). Sin embargo, aparte de estos metales, las aleaciones tienen una importancia primordial, empezando por el bronce (indicado con AE o Æ).
Por último, en la acuñación moderna se utilizan aleaciones especiales, también amparadas por secretos industriales o patentes.

## Elementos químicos utilizados en las monedas destinadas a la circulación
Los principales elementos utilizados para la acuñación de monedas destinadas a la circulación a lo largo de la historia, bien individualmente o bien formando parte de aleaciones, pueden resumirse:
| Elemento  | Ejemplo de uso |
| --------- | --- |
| Aluminio  | Acuñado por primera vez en ensayos en varias cecas de la Casa de la Moneda de los Estados Unidos en 1863, se utilizó para acuñaciones convencionales a partir de 1907 en monedas de los protectorados británicos de África Oriental y de Uganda. Se usa para monedas de escaso valor y también como componente de diversas aleaciones. |
| Antimonio | Utilizado en la moneda de 10 céntimos de Guizhou, China, de 1931. También en aleaciones de medallas. |
| Carbono   | En todas las monedas de acero y hierro. Se acuñaron algunas monedas Notgeld de "carbón galvánico prensado" durante la hiperinflación en la Alemania posterior a la Primera Guerra Mundial. |
| Cobre     | Muchas monedas a lo largo de la historia estaban hechas de cobre, oro y plata. Utilizado de la amonedación desde la aparición de las primeras monedas en el siglo VII a. C. y de amplia expansión en la Antigua China. En la Edad Media su uso fue muy esporádico y, ya en la Edad Moderna, retomó su protagonismo en los Acuñaciones de los siglos siglo XVII a siglo XIX |
| Cromo     | Utilizado como baño en monedas de otros metales y, más raramente, formando parte de aleaciones de acero inoxidable.Se utiliza para el chapado de monedas y en algunas monedas raras de acero inoxidable duro. |
| Estaño    | El estaño se conoce desde el III milenio a. C. y en la Antigüedad se utilizaba como elemento constituyente del bronce, ligado con el cubre. En el siglo XVII Inglaterra acuñó monedas fraccionarias bimetálicas con estaño en el exterior y un pequeño núcleo de cobre. Desde aquella experiencia y hasta el siglo XX, las escasas emisiones de moneda de estaño han tenido lugar en países asiáticos: China, Malasia, Indonesia y Tailandia. Bastardo portugués de Malaca 1521-1557; moneda de estaño de Malasia; farthing y medio penique de Gran Bretaña 1684-1692; satangs de Tailandia de los años 1940. |
| Fósforo   | Utilizado en la aleación de acero inoxidable acmonital para las monedas de la lira italiana. |
| Silicio   | Utilizado en la aleación de acero inoxidable acmonital para las monedas de la lira italiana. |
| Azufre    | Utilizado en la aleación de acero inoxidable acmonital para las monedas de la lira italiana. |
| Hierro    | Es un metal muy fácilmente afectado por la corrosión, por lo que no es de uso habitual en la amoedación. Las primeras acuñaciones conocidas de hierro tuvieron lugar en Esparta en el siglo VII a. C. La búsqueda de metales poco costosos en periodos de crisis favoreció su uso, aunque esporádicamente, en algunas ocasiones en el siglo XX. Numerosas monedas chinas eran de hierro. La primera fue emitida por la dinastía Han en el año 118 a. C. Entre 1942 y 1952, algunas monedas fracionarias de la corona sueca, como las de 1, 2 y 5 öre, se fabricaron con hierro.                               |
| Magnesio  | Las monedas de magnesio-aluminio se emitieron en 1943 con motivo de la conmemoración del gueto de Lodz (Polonia). También en la India. El magnesio es un aditivo menor en muchas monedas de aluminio; esta aleación se denomina magnalio. |
| Manganeso | En ocasiones se alea con el hierro en la fabricación del acero. Se ha utilizado en monedas de 5 centavos de los Estados Unidos en tiempos de guerra. Las "monedas de plata" estadounidenses de la guerra estaban compuestas por un 56% de cobre, un 35% de plata y un 9% de manganeso. La razón de esta composición es que se ajustaba a las propiedades magnéticas y eléctricas de los nickeles con níquel 25% y cobre 75%, lo que era importante para las máquinas expendedoras. Los dólares estadounidenses modernos contienen una pequeña cantidad de manganeso.                                          |
| Níquel    | Se ha utilizado en la Antigüedad formando parte de aleaciones y más modernamente en la fabricación del acero inoxidable. La primera moneda de níquel puro fue la de Suiza de 20 rappen de 1881. Las monedas de níquel se popularizaron en el siglo XX luego de la Primera Guerra Mundial en sustitución de las de plata, por el alto valor de este último metal. Un libro publicado por la International Nickel Company de Canadá en 1933 enumera docenas de monedas acuñadas con níquel. |
| Oro       | La existencia de monedas de oro comienza en el reino de Lidia en el siglo VI a. C., cuando se abandona el electro y se establece un doble patrón plata-oro. Desde entonces, fue el metal más habitual de las emisiones de moneda de más alto valor (dárico, áureo, sólido, nomisma, dinar, florín, escudo español, ducado, etc.). Su uso cesó después de la Primera Guerra Mundial, por la necesidad de emitir dinero fiduciario para financiar el esfuerzo bélico. |
| Plata     | La acuñación de monedas de plata comenzó hacia 600 a. C. en la isla de Egina: unos estateros que mostraban el símbolo de la isla, una tortuga. Desde entonces y hasta mediados del siglo XX, la moneda de plata ha estado presente en todas las civilizaciones y ha sido la más utilizada en las actividades comerciales cotidianas, con denominaciones tan importantes como tetradracma, cuadrigato, denario, miliarense, stavraton, real de a ocho, tálero, dólar, etc.). |
| Platino   | Las monedas rusas de 3, 6 y 12 rublos de Nicolás I, emitidas entre 1828 y 1845, fueron las únicas monedas de platino en circulación del mundo. Se han acuñado numerosas monedas bullion. |
| Plomo     | Las primeras acuñaciones se produjeron en la isla de Samos 533-522 a. C., de manera excepcional y en periodo de crisis económica. Hubo emisiones posteriores, como las de la península india o las de la Numidia de los siglos siglo II y siglo III, entre otras. En la moneda bizantina se recuperó el plomo en algunas tetartera y se mantuvo en muy contadas ocasiones en época medieval. Más común en las monedas del Sudeste Asiático. Algunas monedas japonesas del siglo XIX también son de plomo, como las emitidas en Yonezawa en la década de 1860.                                                 |
| Zinc      | Sin formar parte de aleaciones, es un metal poco frecuente en la moneda, y se relacionó siempre con acuñaciones de guerra o de épocas de crisis, por su escaso valor. Las monedas indias del siglo XII eran de zinc. Las monedas en metálico vietnamitas del siglo XIX eran de zinc, al igual que la piastra vietnamita del protectorado francés de Tonkín de 1905. Se conocen también emisiones en la época hiperinflacionista alemán. El zinc era un metal muy utilizado en las fichas americanas. |

|                                          |
| Aluminio. 50 céntimos españoles de 1975. |

|                                       |
| Cobre. 10 céntimos de España de 1879. |

|                                       |
| Hierro. 5 céntimos de España de 1937. |

|                                      |
| Níquel. 5 francos franceses de 1933. |

|                               |
| Oro. Áureo romano de Macrino. |

|                                        |
| Plata. Tálero de María Teresa de 1780. |

|                                   |
| Platino. 12 rublos rusos de 1832. |

|                                                   |
| Plomo. China. Emperador Wu de Han (141-87 a. C.). |

|                                  |
| Zinc. 10 pfennig alemán de 1921. |

En 1992, Jay y Marieli Roe documentaron en una exposición y publicación galardonadas veinticuatro elementos químicos utilizados en la acuñación mundial de monedas: aluminio, antimonio, carbono, cobalto, cobre, oro, hafnio, hierro, plomo, magnesio, molibdeno, níquel, niobio, paladio, platino, renio, plata, tántalo, estaño, titanio, tungsteno, vanadio, zinc y circonio. Sin embargo, el cromo y el manganeso no se mencionan, a pesar de que ambos elementos se habían utilizado en monedas de circulación común (las monedas de cinco centavos V de Canadá y las monedas de cinco centavos Jefferson de Estados Unidos, respectivamente) mucho antes de la publicación del artículo.

## Aleaciones usadas en monedas circulantes
Estas son las aleaciones más comunmente utilizados en la fabricación de moneda:
- Alpaca. Aleación de cobre (de 40% a 70%), zinc (de 15% a 45%) y níquel (de 15% a 25%), y en ocasiones algo de plata, plomo o hierro. Las primeras acuñaciones aparecieron en Francia a mediados del siglo XIX, en el reinado de Napoleón III. Fue muy utilizada en las acuñaciones portuguesas a lo largo de todo el siglo XX.[41][42]
- Acero. Aleación de hierro y carbono de gran elasticidad y dureza. Se utilizó a menudo en la moneda italiana en la segunda mitad del siglo XX, conocido por el acrónimo 'acmonital' ('acero monetario italiano'). Sin embargo, en numismática es más utilizado en la fabricación de punzones, cuños y matrices.[43][44]
- Bronce. Aleación de cobre y estaño, este último en proporciones del 5% al 35%. Aparece por primera vez en el siglo V a. C. en acuñaciones de la Antigua Grecia.[45][46]
- Bronce-aluminio. Se trata de una aleación similar al bronce en donde el aluminio es el metal principal de los que se le aportan al cobre; muy utilizada en la acuñación moderna.[47]
- Cuproníquel. Se compone de alrededor de un 75% de cobre y un 25% de aluminio y adquiere un color gris más oscuro que la del níquel. Comenzó a acuñarse en la Antigua China entre los siglos siglo V a. C. y siglo III a. C. y posteriormente lo utilizaron los pueblos indobactrianos. En la moneda occidental no apareció hasta 1856 y fue muy común en la moneda circulante del siglo XX.[48][49]
- Electro. Es una aleación de oro y plata que puede obtenerse artificialmente o encontrarse de forma natural. Su gama de color va del amarillo pálido al más brillante, en función de la proporción de ambos metales en su composición. Las primeras acuñaciones de electro fueron unas monedas lidias y de la Grecia oriental encontradas bajo el Templo de Artemisa en Éfeso, fechadas en el último cuarto del siglo VII a. C. (625-600 a. C.).[50][51][52][53]
- Latón. Aleación de cobre y hasta un 46% de zinc, que puede tener también trazas de estaño. Las primeras acuñaciones aparecieron en el siglo I en Asia Menor y, de camino, se extendieron por toda Asia y Europa.[54][55]
- Oricalco. Es realmente una variante del latón; una aleación de cobre con otros metales, habitualmente el zinc, utilizada sobre todo en el Imperio romano para la acuñación de los sestercios y de los dupondios.[56]
- Oro nórdico. Se conoce así la aleación de color dorado con la que se acuñan las monedas de 50 céntimos, 20 céntimos y 10 céntimos de euro.[57][58] Su composición es de un 89% de cobre, 5% de aluminio, 5% de cinc y 1% de estaño.[59][60][61]
- Peltre. Peltre. Tradicionalmente constituida entre el 85 y el 99% de estaño y el resto de antimonio, cubre, zinc, bismuto y, menos comúnmente, plomo. A veces, se incorpora también una pequeña cantidad de plata. Es poco habitual en acuñaciones. Una de las monedas de peltre más destacables es el dólar Continental acuñado en los Estados Unidos en 1776.[62][63]
- Potín. Se trata de una aleación de cobre con un pequeño porcentaje de estaño, zinc o plata, que fue utilizada en la Antigüedad por los pueblos de la Galia. Es habitual que estas monedas no se lleven a cabo mediante acuñado, sino por fundición.[64][65]
- Vellón.  Constituida por plata y cobre con mayor proporción de este último. Se halla con cierta frecuencia en estado natural. Las primeras monedas de vellones se acuñaron en la isla de Lesbos en el siglo VI a. C.. Posteriormente fue muy común en las acuñaciones medievales de poco valor.[66][67]

|                                   |
| Alpaca. Escudo portugués de 1951. |

|                                                |
| Acero inoxidable. 100 liras italianas de 1956. |

|                                                                          |
| Bronce. 8 maravedíes de 1837 de la ceca de Jubia en nombre de Isabel II. |

|                                                 |
| Bronce-aluminio. 20 céntimos franceses de 1983. |

|                                    |
| Cuproníquel. Peso español de 1976. |

|                                                                 |
| Electro. Un tercio de estatero o trité lidio del siglo VI a. C. |

|                                 |
| Latón. Peseta española de 1937. |

|                                                                |
| Oricalco. Sestercio de Calígula (37-41). Ceca de Roma antigua. |

|                                                |
| Peltre. Anverso del dólar Continental de 1776. |

|                                       |
| Potín. Moneda celta del siglo I a. C. |

|                                                                |
| Vellón. Dinero de la ceca de La Coruña en nombre de Alfonso X. |

## Otros metales utilizados en monedas no circulantes

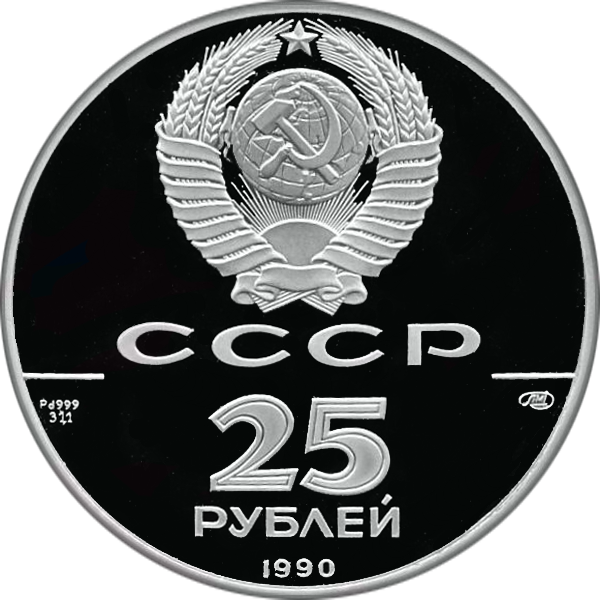
Moneda de inversión de paladio. 25 rublos rusos de 1990.

Algunos otros elementos químicos a veces se han utilizado para monedas o pseudomonedas no destinadas a la circulación, con otros fines (conmemorativas, pruebas monetarias, monedas de inversión, monedas de fantasía, acuñaciones artísticas, medallas, pruebas de acuñaciones, etc.):
- Cadmio. En 1828, G. Loos grabó una medalla conmemorativa del matrimonio de Heinrich von Dechen que indica en la leyenda que se hizo con "cadmio silesiano" (AUS SCHLESISCHE KADMIUM).[68]
- Circonio. Fred Zinkann acuñó monedas de fantasía en este metal.[69]
- Cobalto. La emisión conmemorativa de 2005 de 750 francos CFA de Camerún se acuñó en hierro revestido de cobalto.[70]
- Hafnio. Fred Zinkann acuñó monedas de fantasía en este metal.[71][69]
- Iridio. Ruanda acuñó en 2014 monedas de inversión de 1⁄25 de onza con un valor de 10 francos, dentro de la serie The Noble Six.[72] También Fred Zinkann acuñó monedas de fantasía en este metal.[69]
- Molibdeno. Fred Zinkann acuñó monedas de fantasía en este metal.[69][73]
- Niobio. En Austria, se emitieron monedas bimetálicas con un valor de 25 euros con el centro de niobio.[74] También Fred Zinkann acuñó monedas de fantasía en este metal.[69]
- Paladio. La primera acuñación en este metal tuvo lugar en Sierra Leona en 1966.[75] Se utilizó posteriormente en conjuntos de presentación de monedas de Tonga y en emisiones de inversión de varios países.[76][77][72]
- Renio. Fred Zinkann acuñó monedas de fantasía en este metal.[78]
- Rodio. Ruanda acuñó en 2014 monedas de inversión de 1⁄25 de onza con valor de 10 francos, dentro de la serie The Noble Six.[72] También en 2011 se emitieron monedas no oficiales de latón bañadas en rodio para las Islas Andamán y Nicobar con valor facial de 10 rupias.[79]
- Rutenio. Moneda de 1⁄2 hau (50 paʻanga) de Tonga de 1967 tenía un 98% de paladio y 2% de rutenio.[80][81]
- Selenio. En 1862, el Museo da Ciencias del Reino Unido emitió una medalla de este metal en conmemoración de Berzelius, su descubridor.[82]
- Silicio. En los Estados Unidos, en 1964 se llevaron a cabo pruebas de monedas de cuarto de dólar en una aleación de níquel y silicio.[83]
- Tántalo. En este metal se acuñaron monedas de fantasía para la posesión francesa de las islas Kerguelen.[84] También se acuñó una moneda bimetálica de plata y tántalo de Kazajistán.[85][86]
- Telurio. En este metal, se elaboró en 1896 una medalla húngara de temática minera conmemorativa de la Exposición Húngara del Milenio, de las cuales hay reproducciones realizadas en 1975.[87][88]
- Titanio. En 1999, Gibraltar hizo la primera emisión monetaria en este metal. También Austria cuñó monedas bimetálicas conmemorativas de plata y titanio.[89][90]
- Uranio. Existen dos variantes de una medalla alemana de uranio puro.[91]
- Vanadio. Fred Zinkann acuñó monedas de fantasía en este metal.[69]
- Wolframio (se conoce también como tungsteno). Las aleaciones con wolframio suelen ser demasiado duras para la acuñación, aunque hay diversas acuñaciones privadas en este metal. Fred Zinkann acuñó con un 90% de wolframio monedas de fantasía de 25 francos para las islas Kerguelen, aunque sus cuños se rompieron al acuñar la tercera pieza, por la dureza de los discos de este metal.[84][92]